# 刘耀
刘耀（1937年11月23日—），男，山西河曲人，中国法医毒物分析学家，中国工程院院士。

## 生平
1963年毕业于内蒙古大学。2001年当选为中国工程院院士。